# Frank Pasche
Frank Pasche (Châtel-Saint-Denis, 19 de março de 1993) é um desportista suíço que compete no ciclismo nas modalidades de pista e rota. Ganhou duas medalhas de prata no Campeonato Europeu de Ciclismo em Pista, nos anos 2015 e 2018, ambas na prova de perseguição por equipas.

## Medalheiro internacional
| Campeonato Europeu | Campeonato Europeu     | Campeonato Europeu | Campeonato Europeu      |
| Ano                | Lugar                  | Medalha            | Competição              |
| ------------------ | ---------------------- | ------------------ | ----------------------- |
| 2015               | Grenchen ( Suíça )     | Medalha de prata   | Perseguição por equipas |
| 2018               | Glasgow ( Reino Unido) | Medalha de prata   | Perseguição por equipas |